# Mil Mi-4
Pour les articles homonymes, voir Mi-4.
Dimensions
Le Mil Mi-4 est un hélicoptère soviétique des années 1950. Fabriqué par Mil, le Mi-4 servit à la fois dans des rôles militaires et civils.
Issu de la rétro-ingénierie par les Soviétiques de l'hélicoptère américain Sikorsky H-19 dont un exemplaire fut saisi lors de la guerre de Corée. Le Mil Mi-4 effectua son premier vol le 3 juin 1952 avant d'effectuer son entrée en service opérationnel en 1953 dans les forces aériennes soviétiques et polonaises.
Il n'existe plus beaucoup de Mi-4 dans le monde, un accident en 1988 (ayant fait 8 victimes) poussant le gouvernement soviétique à démonter les appareils, jugeant que la conception de l'appareil entraînait beaucoup trop de dysfonctionnements. Il n'y a actuellement en Russie qu'un seul exemplaire de cet appareil, (un Mi-4s, version apparue dans les années 1960) qui est en réparation, pour le mettre ensuite dans un musée. À noter que le dit appareil ne sera pas achevé avant un certain temps, de nombreuses pièces importantes étant absentes d'après les mécaniciens.

## Principales forces aériennes utilisatrices
Durant la Guerre froide, 34 pays ont utilisé des Mil Mi-4. Ainsi en plus de l'URSS, des pays du Pacte de Varsovie de la République Populaire de Chine (sous la forme du Harbin Z-5 (en)), le Hound porta les cocardes de :